# Табунов Олег Володимирович
Олег Володимирович Табунов (рос. Олег Владимирович Табунов; нар. 18 вересня 1969, Москва, СРСР) — радянський та російський футболіст, захисник. Майстер спорту міжнародного класу.

## Клубна кар'єра
Вихованець футбольної школи «Локомотив» (Москва), тренер — Валентин Васильович Холодов. У 1986 році почав виступати в основному складі залізничників в першій лізі, за два сезони взяв участь у 18 матчах. У 1988—1989 роках проходив військову службу в армійських футбольних командах, зіграв 14 матчів у першій лізі за московський ЦСКА, також грав за львівський «СКА-Карпати» і московський «Чайка-ЦСКА».
У 1990—1991 роках тренувався з московськими «Торпедо» і «Локомотивом», але в заявки на сезон не потрапляв. У 1992 році перебував у заявці «Локомотива», але жодного разу не вийшов на поле. У тому ж році виступав в одному з нижчих дивізіонів Фінляндії за «Рованьємен Лаппі».
Повернувшись до Росії, виступав у чемпіонаті країни з міні-футболу за московський «КСМ-24».

## Кар'єра в збірній
Виступав за юнацьку збірну СРСР 1969 року народження під керівництвом Бориса Ігнатьєва. У 1986 році на чемпіонаті Європи в Греції став бронзовим призером. У 1988 році на чемпіонаті Європи в Чехословаччині став переможцем. Був капітаном збірної і комсоргом.
Виступав за студентську збірну Росії з футзалу, в її складі в 1994 році став чемпіоном світу.

## Кар'єра функціонера
З 1999 року працював начальником футзального ЦСКА, в 2004—2012 роках — генеральним директором. У 2014—2015 роках — спортивний директор клубу «Ямал», потім знову працює в ЦСКА.

## Титули і досягнення
- Чемпіон Європи (U-18): 1988